# Michael Keane
Michael Vincent Keane (* 11. ledna 1993 Stockport) je anglický profesionální fotbalista hrající na postu středního obránce za anglický klub Everton a anglickou reprezentaci.
Kariéru zahájil v Manchesteru United, kde byl v roce 2012 vyhlášen nejlepším hráčem roku za rezervní tým, ale několikrát byl na hostování v Burnley, které ho v lednu 2015 podepsalo natrvalo. Před svým přestupem do Evertonu v roce 2017 byl součástí jejich týmu, který v letech 2015/16 vyhrál EFL Championship.
Reprezentoval Irskou republiku na úrovních do 17 a 19 let a Anglii na úrovních do 19, 20 a 21 let a na seniorské úrovni.

## Klubová kariéra

### Manchester United
Narodil se v Stockportu ve Velkém Manchesteru. Vyrůstal na předměstí Heaton Mersey a navštěvoval St Bede's College ve Whalley Range. Hrál za South Manchester v Cheadle, než se v roce 2009 v 16 letech připojili spolu se svým dvojčetem Willem k Manchesteru United; oba s týmem trénovali od svých 11 let. Dne 11. ledna 2011, v den svých 18. narozenin, podepsal Keane s Manchesterem United svou první profesionální smlouvu. V A-týmu debutoval 25. října 2011 v Ligovém poháru, když nastoupil jako střídající hráč v 70. minutě při vítězství United nad Aldershot Town. Dne 28. ledna 2012 se opět objevil na lavičce náhradníků, tentokrát proti Liverpoolu v FA Cupu; byl však nevyužitým náhradníkem a zápas skončil vítězstvím Liverpoolu 2:1.
Dne 26. září 2012 nastoupil v utkání proti Newcastlu United v Ligovém poháru po boku Scotta Woottona jako střední obránce. Po zápase ho spoluhráč Darren Fletcher pochválil za „fantastický“ výkon.
Dne 6. listopadu 2012 se spolu se svým spoluhráčem Jessem Lingardem připojil k Leicesteru City, kde byl na hostování do 3. prosince 2012. Hostování bylo později prodlouženo do 2. ledna 2013. Za Leicester City debutoval 6. listopadu 2012 při remíze 0:0 na hřišti Boltonu Wanderers. Dne 4. ledna 2013 prodloužil své hostování v Leicesteru do konce ledna a od United dostal povolení hrát za Leicester v FA Cupu. Dne 24. ledna 2013 prodloužil své hostování v Leicesteru do konce sezóny. Dne 12. února vstřelil svůj první gól, a to při prohře 2:1 s Huddersfield Town ve čtvrtém kole FA Cupu. Dne 5. března vstřelil v zápase s Leeds United v 90. minutě hlavou gól, kterým Leicesteru zajistil bod za remízu 1:1.
Dne 28. listopadu 2013, poté, co obdržel nabídky od Charlton Athletic, Derby County, Middlesbrough a Millwall, se rozhodl hostovat v Derby County, a to do 2. ledna 2014. Za Derby County debutoval 7. prosince 2013, když nastoupil v 73. minutě zápasu proti Blackpoolu, který skončil výhrou Derby County 5:1. V 92. minutě málem skóroval hlavou po rohovém kopu. Smlouva o hostování byla 2. ledna 2014 prodloužena o další měsíc, díky čemuž mohl hrát za Derby County v FA Cupu. Dne 30. ledna 2014 ho Derby County poslalo zpět do Manchesteru United poté, co podepsalo smlouvu s Georgem Thornem, který byl v Derby County na hostování z West Bromwich Albion.
Dne 7. března 2014 se na zbytek sezony 2013/14 připojil k Blackburn Rovers. Dostal dres s číslem 16. Za klub debutoval 9. března, kdy odehrál celých 90 minut při domácí prohře 2:1 s Burnley. Do Manchesteru United se vrátil po skončení sezony EFL Championship a v posledním domácím zápase Manchesteru United v této sezóně proti Hull City byl zařazen na lavičku náhradníků.
Poprvé nastoupil v lize za Manchester United 24. srpna 2014 proti Sunderlandu, když ve 43. minutě vystřídal Chrise Smallinga. O dva dny později nastoupil za United v Ligovém poháru proti Milton Keynes Dons z League One; Dons vyhráli 4:0.

### Burnley
Dne 2. září 2014 byl poslán na hostování do Burnley, a to až do ledna 2015. V dresu Burnley debutoval proti Leicester City. Hostování bylo 8. ledna 2015 za nezveřejněnou částku převedeno na trvalý přestup, přičemž Keane podepsal smlouvu na tři a půl roku.
Svou první sezónu zahájil skvěle a v úvodním měsíci sezóny dvakrát skóroval. Celkem skóroval pětkrát: poslední gól v sezoně vstřelil 19. dubna proti Middlesbrough v souboji o čelo tabulky; o necelý měsíc později už Burnley i Middlesbrough slavily postup zpět do Premier League.
Svůj první gól v Premier League vstřelil 26. září 2016 proti Watfordu. Dne 13. dubna 2017 byl jmenován jedním ze šesti hráčů, kteří se ucházeli o ocenění PFA Young Player of the Year.

### Everton
Dne 3. července 2017 podepsal pětiletou smlouvu s anglickým klubem Evertonem za počáteční částku 25 milionů liber, která se může vyšplhat až na 30 milionů. Keane debutoval za Everton v lize 12. srpna 2017, kdy jeho klub porazil Stoke City 1:0. Svůj první gól za Everton vstřelil 17. srpna 2017 v prvním kole Evropské ligy UEFA proti Hajduku Split. Gól vstřelil v 30. minutě hlavičkou, díky čemuž poslal Everton do vedení a zápas skončil vítězstvím Evertonu 2:0.
Svůj první ligový gól za Everton vstřelil 25. srpna 2018 při venkovní remíze 2:2 s Bournemouth, než zápas opustil na nosítkách a po střetu hlav se spoluhráčem byl převezen do nemocnice, kde utrpěl zlomeninu lebky.

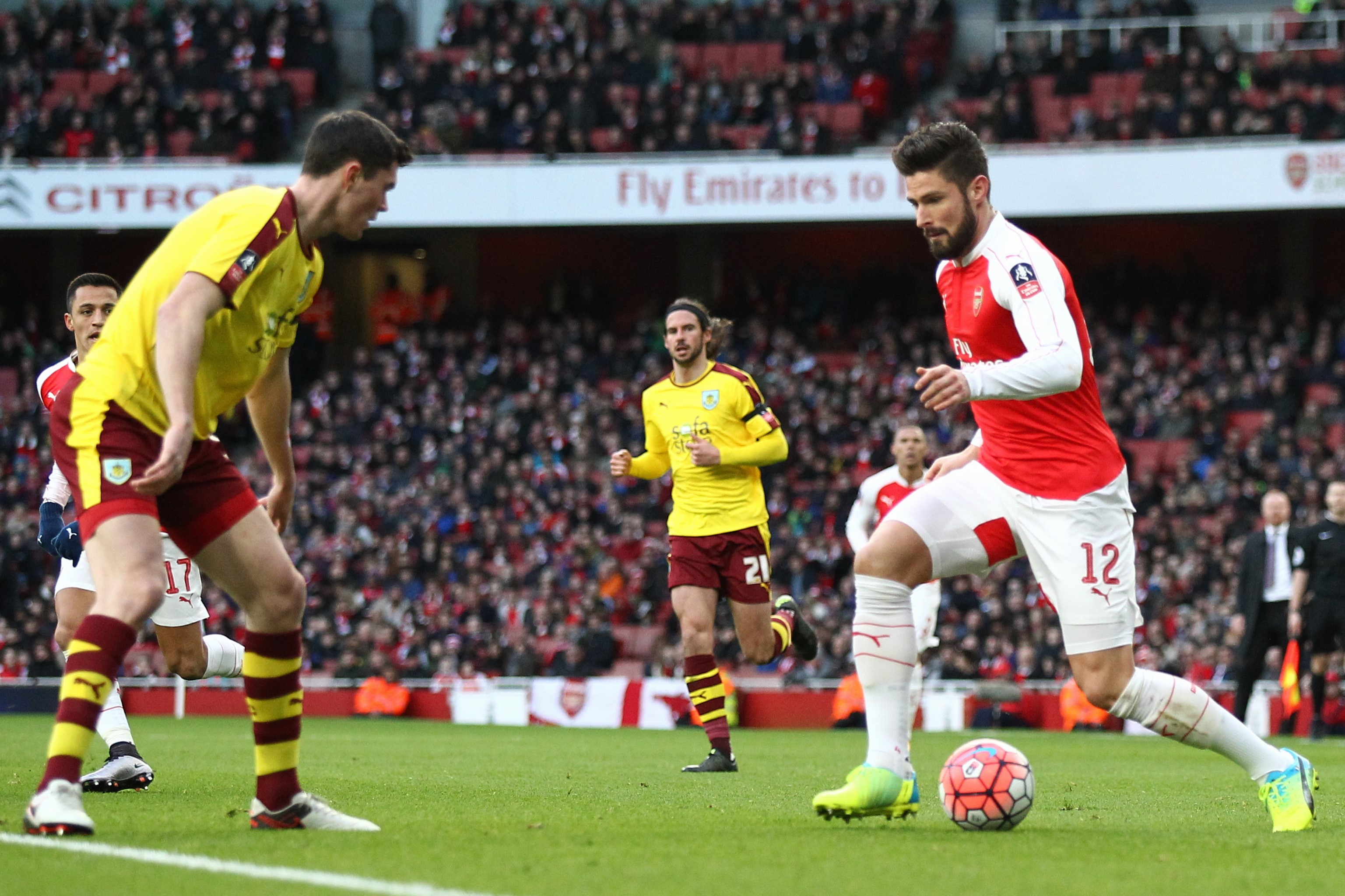
Keane (vlevo) při zápase za Burnley (2016)

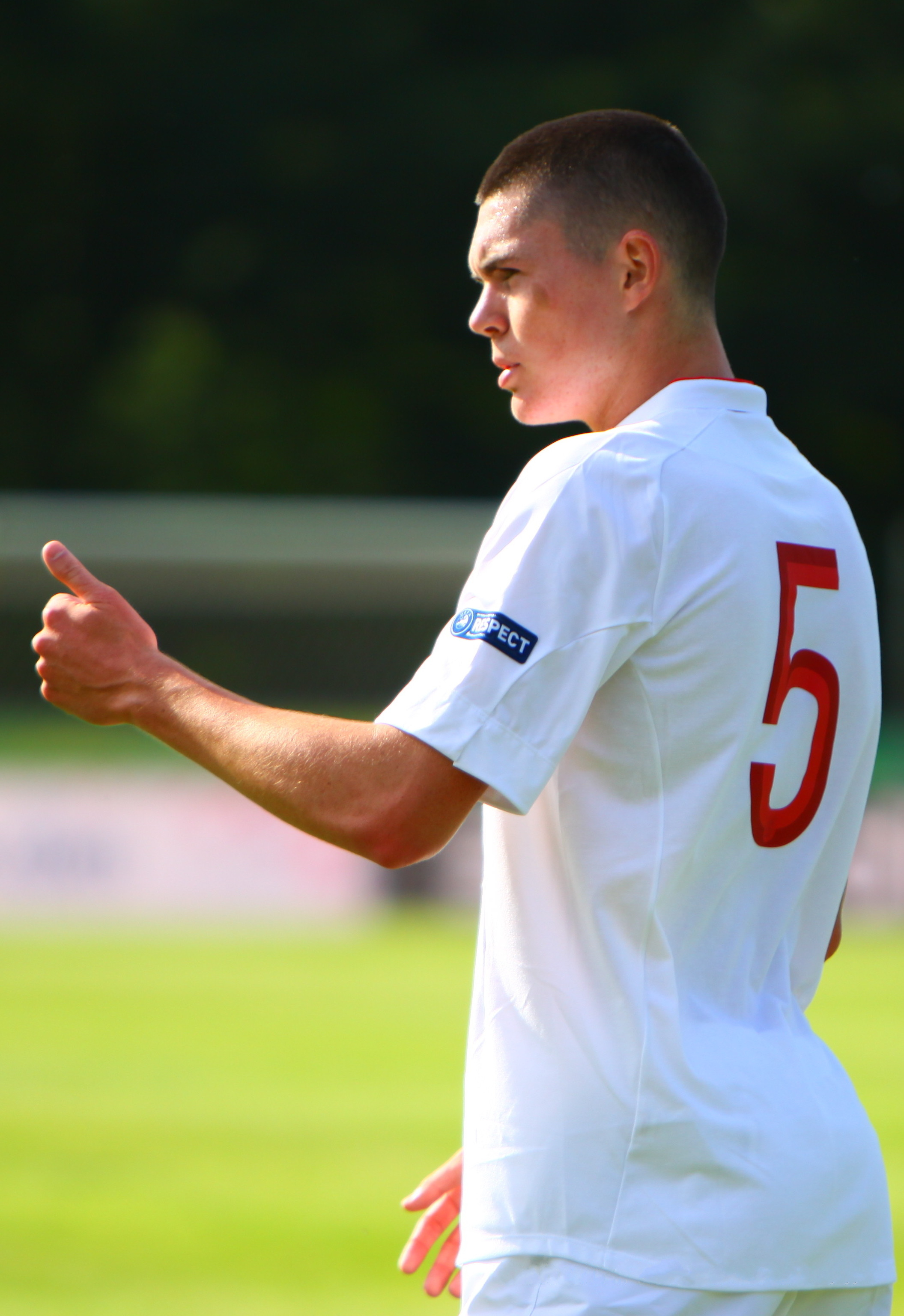
Keane hrající za Anglii U19 (2012)

Dne 30. srpna 2020 podepsal s Evertonem novou smlouvu do roku 2025.

## Reprezentační kariéra
Narodil se v Anglii irskému otci, díky čemuž mohl hrát buď za Anglii nebo za Irsko. Irsko reprezentoval na úrovni do 17 a 19 let, ale vyjádřil přání hrát za anglický tým do 19 let a doufal, že bude zařazen do týmu pro přátelské utkání s Českou republikou v únoru 2012. V reprezentaci do 19 let debutoval 25. května 2012 při vítězství 5:0 nad Slovinskem, během něhož se dvakrát skórovalo jeho dvojče Will. Byl zařazen do sestavy pro Mistrovství Evropy hráčů do 19 let 2012 a pomohl Anglii k postupu do semifinále. Dne 25. března 2013 debutoval za anglickou reprezentaci do 21 let, když v 77. minutě zápasu proti Rakousku na stadionu Falmer Stadium, který skončil výhrou Anglie 4:0, vystřídal Andreho Wisdoma.
Dne 14. listopadu 2013 otevřel skóre zápasu Anglie do 21 let proti Finsku, který skončil výhrou Anglie 3:0. O pět dní později opět skóroval, a to ve 13. minutě hlavičkou po rohovém kopu Toma Inceho. Anglický tým poté porazil tým San Marina 9:0, což byla rekordní výhra.
Dne 4. října 2016 ho dočasný manažer Gareth Southgate povolal do kompletní anglické sestavy jako náhradu za zraněného Glena Johnsona pro kvalifikační zápasy na Mistrovství světa 2018 proti Maltě 8. října a Slovinsku o tři dny později. Debutoval 22. března 2017, kdy odehrál celých 90 minut v přátelském utkání s Německem, které Anglie prohrála. Svůj první gól vstřelil 25. března 2019 hlavičkou po trestném kopu Rosse Barkleyho při výhře 5:1 venku nad Černou Horou v kvalifikaci na EURO 2020.

## Kariérní statistiky

### Klubové
Aktualizováno 24. dubna 2022
| Klub                     | Sezóna         | Liga             | Liga   | Liga | FA Cup | FA Cup | League Cup | League Cup | Ostátní | Ostátní | Celkem | Celkem |
| Klub                     | Sezóna         | Soutěž           | Zápasy | Góly | Zápasy | Góly   | Zápasy     | Góly       | Zápasy  | Góly    | Zápasy | Góly   |
| ------------------------ | -------------- | ---------------- | ------ | ---- | ------ | ------ | ---------- | ---------- | ------- | ------- | ------ | ------ |
| Manchester United        | 2011/12        | Premier League   | 0      | 0    | 0      | 0      | 1          | 0          | 0       | 0       | 1      | 0      |
| Manchester United        | 2012/13        | Premier League   | 0      | 0    | —      | —      | 2          | 0          | 0       | 0       | 2      | 0      |
| Manchester United        | 2013/14        | Premier League   | 0      | 0    | —      | —      | 0          | 0          | 0       | 0       | 0      | 0      |
| Manchester United        | 2014/15        | Premier League   | 1      | 0    | —      | —      | 1          | 0          | —       | —       | 2      | 0      |
| Manchester United        | Celkem         | Celkem           | 1      | 0    | 0      | 0      | 4          | 0          | 0       | 0       | 5      | 0      |
| Leicester City (host.)   | 2012/13        | EFL Championship | 22     | 2    | 3      | 1      | —          | —          | 2       | 0       | 27     | 3      |
| Derby County (host.)     | 2013/14        | EFL Championship | 7      | 0    | 1      | 0      | —          | —          | —       | —       | 8      | 0      |
| Blackburn Rovers (host.) | 2013/14        | EFL Championship | 13     | 3    | —      | —      | —          | —          | —       | —       | 13     | 3      |
| Burnley                  | 2014/15        | Premier League   | 21     | 0    | 2      | 0      | —          | —          | —       | —       | 23     | 0      |
| Burnley                  | 2015/16        | EFL Championship | 44     | 5    | 2      | 0      | 0          | 0          | —       | —       | 46     | 5      |
| Burnley                  | 2016/17        | Premier League   | 35     | 2    | 4      | 0      | 0          | 0          | —       | —       | 39     | 2      |
| Burnley                  | Celkem         | Celkem           | 100    | 7    | 8      | 0      | 0          | 0          | —       | —       | 108    | 7      |
| Everton                  | 2017/18        | Premier League   | 30     | 0    | 0      | 0      | 1          | 0          | 7       | 1       | 38     | 1      |
| Everton                  | 2018/19        | Premier League   | 33     | 1    | 1      | 0      | 1          | 0          | —       | —       | 35     | 1      |
| Everton                  | 2019/20        | Premier League   | 31     | 2    | 0      | 0      | 3          | 0          | —       | —       | 34     | 2      |
| Everton                  | 2020/21        | Premier League   | 35     | 3    | 2      | 0      | 4          | 1          | —       | —       | 41     | 4      |
| Everton                  | 2021/22        | Premier League   | 28     | 2    | 4      | 0      | 2          | 0          | —       | —       | 34     | 2      |
| Everton                  | Celkem         | Celkem           | 157    | 8    | 7      | 0      | 11         | 1          | 7       | 1       | 182    | 10     |
| Kariéra celkem           | Kariéra celkem | Kariéra celkem   | 300    | 20   | 19     | 1      | 15         | 1          | 9       | 1       | 343    | 23     |

### Reprezentační
Aktualizováno 12. listopadu 2020
| Anglie | Anglie | Anglie |
| Rok    | Zápasy | Góly   |
| ------ | ------ | ------ |
| 2017   | 4      | 0      |
| 2018   | 1      | 0      |
| 2019   | 5      | 1      |
| 2020   | 2      | 0      |
| Celkem | 12     | 1      |

#### Reprezentační góly
Anglické skóre je uvedeno jako první, sloupec skóre označuje skóre po každém Keanově gólu.
| #  | Datum           | Místo                                      | Zápas | Soupeř     | Skóre | Výsledek | Soutěž                                 | Reference |
| -- | --------------- | ------------------------------------------ | ----- | ---------- | ----- | -------- | -------------------------------------- | --------- |
| 1. | 25. března 2019 | Stadion Pod Goricom, Podgorica, Černá Hora | 7.    | Černá Hora | 1:1   | 5:1      | Kvalifikace na Mistrovství Evropy 2020 | [ 63 ]    |

## Úspěchy

### Burnley
- EFL Championship: 2016/17[64]

### Anglie
- Třetí místo v Lize národů UEFA: 2018/19[65]